# Purpuroxalis
Purpuroxalis (Oxalis bowiei) är en harsyreväxtart som beskrevs av William Aiton och George Don jr. Purpuroxalis ingår i släktet oxalisar, och familjen harsyreväxter. Inga underarter finns listade i Catalogue of Life.